# Ulica Zygmunta Krasińskiego w Warszawie
Ulica Zygmunta Krasińskiego – ulica w warszawskiej dzielnicy Żoliborz.

## Opis
Nazwa ulicy została nadana uchwałą Rady Miejskiej Warszawy z dnia 27 września 1926. Patronem ulicy został Zygmunt Krasiński – poeta epoki romantyzmu.
Przed 1939 planowano wybudowanie przedłużenia ulicy, pod nazwą ulica Hanny Krzemienieckiej, przez tereny Lasku na Kole do rejonu pętli tramwajowej przy ulicy Księcia Janusza. Plan ten nigdy nie został jednak zrealizowany.
1 sierpnia 1944 roku na ulicy zostały oddane pierwsze strzały w czasie powstania warszawskiego, jeszcze przed godziną „W” − ok. godz. 13.50 żołnierze drużyny Zdzisława Sierpińskiego, transportujący broń dla obwodowego oddziału zgrupowania „Żniwiarz”, ostrzelali patrol lotników niemieckich. 
Po II wojnie światowej u wylotu ulicy nad Wisłą, w miejscu późniejszego osiedla Kępa Potocka powstał nieistniejący już kopiec usypany z gruzów zniszczonych w czasie wojny budynków. Był on jednym z czterech miejsc składowania gruzu na terenie miasta (obok Kopca Powstania Warszawskiego, Górki Szczęśliwickiej i Kopca Moczydłowskiego).
Planowane jest przedłużenie ulicy w kierunku wschodnim w postaci mostu Krasińskiego nad Wisłą. Planowano także wydłużenie ulicy do al. Prymasa Tysiąclecia. 
W 2020 na znajdującym się przy ulicy przystanku autobusowym Ks. Popiełuszki 05 ustawiono pierwszą w Warszawie wiatę przystankową z dachem pokrytym roślinnością. W 2024 po południowej stronie pasa drogowego ulicy urządzono skwer Krasińskiego. 

## Ważniejsze obiekty
- Osiedle Kępa Potocka
- Zespół Państwowych Szkół Muzycznych nr 4 im. Karola Szymanowskiego, w tym Liceum Muzyczne im. Karola Szymanowskiego (nr 1)
- Park Stefana Żeromskiego z fortem Sokolnickiego
- Szkoła Podstawowa i Liceum Sióstr Zmartwychwstanek (nr 31)
- Kościół św. Jana Kantego (nr 31)
- Wojskowy Instytut Medycyny Lotniczej (nr 54/56)